# PolJazz
Poljazz – polska wytwórnia płytowa Polskiego Stowarzyszenia Jazzowego, wydająca głównie albumy artystów jazzowych.

## Katalog(niekompletny)
Źródło:.

### Płyty analogowe
- Z-SXL 0545 Ossjan / Deep Purple
- Z-SXL 0546 The Julian Cannonball Adderley Quintet (JJ’72)/Laboratorium i Zbigniew Seifert
- Z-SXL 0549 The Leszek Żądło Ensemble
- Z-SXL 0550 Muzyka improwizowana z różnych stron świata – Klagenfurt 15-23 VII 1972
- Z-SXL 0551 Wojciech Karolak – Michał Urbaniak – Czesław Bartkowski: Podróż na Południe
- Z-SXL 0553 Studio Jazzowe Polskiego Radia dyr. Jan Ptaszyn Wróblewski / Czesław Niemen
- Z-SXL 0556 Stars of Faith
- Z-SXL 0558/0559/0560/0561 Krzysztof Komeda (limitowana edycja 4LPs Box-set wyd.: 1982)
- Z-SXL 0558/0559/0560/0561 Krzysztof Komeda / Muzyka Krzysztofa Komedy 1 -4 (reedycja: 1989)
- Z-SXL 0562 Tomasz Stańko – Stu Martin – Janusz Stefański
- Z-SXL 0564 Old Jazz Meeting (1974)
- Z-SX 0581/0582 Mieczysław Kosz
- Z-SX 0599 SPPT Chałturnik, Andrzej Rosiewicz: SPPT Chałturnik
- Z-SX 0604 Elvin Jones: Mr. Thunder
- Z-SX 0605 Sarah Vaughan: Sarah Vaughan at Jazz Jamboree 1975
- Z-SX 0606 Tomasz Stańko – Adam Makowicz: Unit
- Z-SX 0614 Michael J. Smith – Zbigniew Namysłowski – Jacek Bednarek: Geomusic 111 – PL
- Z-SX 0615 różni wykonawcy: Laureaci festiwali Złota Tarka '76 i Jazz Nad Odrą '76 (1976)
- Z-SX 0617 Woody Herman Orchestra: 17:30
- Z-SX 0618 Woody Herman Orchestra: 20:30
- Z-SX 0628 Wiaczesław Ganelin Trio
- Z-SX 0629 Novi Singers, Phil Minton i in.: Nowe twarze, nowe głosy
- Z-SX 0631 Stan/dard/Kenton Nagrano 15 IX 1976 podczas koncertu w klubie „Stodoła” w Warszawie
- Z-SX-0636 Gil Evans Orchestra: Synthetic Evans (Jazz Jamboree 1976)
- Z-SX-0637 Thad Jones and Mel Lewis Orchestra: Jazz w Operze Leśnej (Jazz Jantar 1976)
- Z-SX-0643 Buddy Rich and The Killer Force: Killing Me Forcefully
- Z-SX-0655 Buddy Rich Combo Jam Session Nagrano 2 marca 1977 w Klubie Studenckim "Remont" w Warszawie
- Z-SX-0669 Laboratorium: Aquarium Live (1977)
- Z-SX-0680 Skleroptak – Jan „Ptaszyn” Wróblewski i BRT Jazz Orchestra (Belgia). Nagrano 10 i 11 marca 1976 w studio BRT Bruksela
- Z-SX-0681 Academy of Jazz – Stan Getz+ Bob Brookmeyer Sextet – 9.04.78 Polskie Radio Warszawa
- Z-SX-0682 Clark Terry Big Band In Poland (1978)
- Z-SX-0683 Wojciech Kamiński: Warsztat nr 1 (1978)
- Z-SX-0686 Sun Ship – Aquarium Live no. 5 (1978)
- Z-SX-0688 The Quartet – nagrana 8, 9, 10.X.1978 Staromiejski Dom Kultury w Warszawie
- Z-SX-0689 Ossian nagrana str A – 2-3.11.78 Pałac Prymasowski Warszawa; str B 8.09.78 Studio PR Warszawa
- Z-SX-0691 M.Zwerin, C.Escoude, G.Nemeth – Not Much Noise – 22.10.78 Sala Kongresowa W-wa
- Z-SX-0692 Jam Session w Akwarium – Noc pierwsza Nagran0 25/26 października 1978
- Z-SX-0693 Jam Session w Akwarium – Druga Noc Nagrano 26/27 października 1978 r.
- Z-SX-0694 Stanislaw Sojka: Don´t You Cry (1979) Nagrano 29.11.1978 w Filhramonii Narodowej w Warszawie
- Z-SX-0695 Kenny Drew 9.12.78 Festiwal Pianistów w Kaliszu
- Z-SX-0696 Martial Solal 10.12.78 Festiwal Pianistów w Kaliszu
- Z-SX-0697 Thad Jones and Mel Lewis Orchestra: One More Time (Jazz Jamboree 1978)
- Z-SX-0699 Anthropology (Licencia Spotlite Nr 108 (Charlie Parker)
- Z-SX-0705 Swing Session Aquarium live No. 6 – Nagrano 4.03.1979 w klubie Akwarium
- Z-SX-0706 The Freedonia Jazz Ensambe – Nagrano 4.04.1979 w FN w Warszawie

- PSJ-79 (ZSX-634) Muddy Waters Blues Band: The Warsaw Session vol. 1 (1976)
- PSJ-80 Muddy Waters Blues Band: The Warsaw Session vol. 2 (1976)
- PSJ-81 Kamiński, Majewski: Warsztat nr 2
- PSJ-82 Karin Krog: Cloud Line Blue
- PSJ-83 The Peter Herbolzheimer Rhythm Combination and Brass: The Peter Herbolzheimer Rhythm Combination and Brass
- PSJ-84 Jimmy Rowles: My Mother’s Love
- PSJ-85 Zbigniew Namysłowski: Air condition
- PSJ-86 różni wykonawcy: Polska vol. 1
- PSJ-87 różni wykonawcy: Polska vol. 2
- PSJ-88 Sławomir Kulpowicz: In/Formation
- PSJ-89 Brij Narayan: Indie
- PSJ-90 Osjan: Ossian
- PSJ-91 Jan Ptaszyn Wróblewski Quartet: Z lotu ptaka
- PSJ-92 Trio Marka Blizińskiego: The Wave
- PSJ-93 Paco Moyano, Francisco Manuel Diaz: Flamenco
- PSJ-94 Stinky Winkles: Hysterical Woman
- PSJ-95 Andrzej Dąbrowski: Andrzej Dąbrowski
- PSJ-96 Bednarek – Zgraja: Walking Color
- PSJ-97 Tomasz Stańko: Stańko (W Pałacu Prymasowskim)
- PSJ-98 Grand Standard Orchestra: Grand Standard Orchestra
- PSJ-99 The Billy Harper Quintet: Billy Harper Quintet
- PSJ-100 Zbigniew Namysłowski: Follow Namysłowski 25 lat na jazzowej scenie
- PSJ-101 Zbigniew Seifert: Kilimanjaro vol.1
- PSJ-102 Zbigniew Seifert: Kilimanjaro vol.2
- PSJ-103 Gold Washboard: Gold Washboard Hot Jazz Company
- PSJ-104 Extra Ball: Mosquito
- PSJ-105 Vistula River Brass Band: Four Leaf Clover
- PSJ-106 Jemeel Moondoc and Muntu: The Intrepid Live in Poland
- PSJ-107 String Connection: Workoholic (1982)
- PSJ-108 różni wykonawcy: Filipiny (1982)
- PSJ-109 różni wykonawcy: Bali
- PSJ-110 Sławomir Kulpowicz: In/Formation
- PSJ-111 Stanisław Sojka: W piwnicy na Wójtowskiej
- PSJ-112 Tomasz Stańko: A i J
- PSJ-113 Grand Standard Orchestra: Vol. II
- PSJ-114 różni wykonawcy: X-lecie Międzynarodowych Festiwali Pianistów Jazzowych – Kalisz
- PSJ-115 Janusz Muniak Quartet: Placebo
- PSJ-116 Kamiński, Wegehaupt, Fedorowski: Chodzież vol.1
- PSJ-117 Karolak, Wegehaupt, Fedorowski, Kamiński: Chodzież vol.2
- PSJ-118 Karolak, Wegehaupt, Fedorowski, Kamiński: Chodzież vol.3
- PSJ-119 Krzysztof Ścierański: Bass line
- PSJ-120 Heavy Metal Sextet: Heavy Metal Sextet vol.1
- PSJ-121 Heavy Metal Sextet: Heavy Metal Sextet vol.2
- PSJ-122 Beale Street Band: Beale Street Band
- PSJ-123 Kulpowicz, Khan: Live On Tour in Poland
- PSJ-124 Old Timers: Old Timers
- PSJ-125 Zbigniew Lewandowski: Zbigniew Lewandowski
- PSJ-126 String Connection: New Romantic Expectation (1983)
- PSJ-127 Extra Ball: Akumula-Torres
- PSJ-128 New Presentation: Live
- PSJ-129 Zbigniew Wegehaupt: Sake
- PSJ-130 Basspace: Basspace
- PSJ-131 różni wykonawcy: Gamelan Sundajski
- PSJ-132 różni wykonawcy: Gamelan Jawajski
- PSJ-133 różni wykonawcy: Filipiny – Ilocos Norte
- PSJ-134 Sławomir Kulpowicz: Prasad in Mangalore
- PSJ-135 Włodzimierz Gulgowski: Soundcheck
- PSJ-136 Harris Simon: Short Conversation
- PSJ-137 Max Roach, Clifford Brown: The Best of In Concert
- PSJ-138 Janusz Muniak Quartet: Janusz Muniak Quartet
- PSJ-139 Krzysztof Zgraja: Amalgamat
- PSJ-140 Ewa Bem, Marek Bliziński: Dla ciebie jestem sobą
- PSJ-141 Polski Jazz Ensemble: Polski Jazz Ensemble
- PSJ-142 Champion Jack Dupree: Champion Jack Dupree (The Legacy of the Blues vol. 3)
- PSJ-143 Snooks Eaglin: Snooks Eaglin (The Legacy of the Blues vol. 2)
- PSJ-144 Rodzina Trochanowskich: Łemkowie
- PSJ-145 Dizzy Gillespie Big Band: In Concert
- PSJ-146 różni wykonawcy: The Legacy Of The Blues Sampler
- PSJ-147 Bukka White: Bukka White (The Legacy of the Blues vol. 1)
- PSJ-148 Stańko, Kurylewicz: Korozje
- PSJ-149 Abdullah Ibrahim: Kalisz 1984
- PSJ-150 The Jazz Trio: Na przyszłość
- PSJ-151/52 Louis Armstrong: An Evening with Louis Armstrong at The Pasadena Clivic Auditorium
- PSJ-153 Don Sebesky: Full Cycle
- PSJ-154 Tomasz Stańko: Freelectronic
- PSJ-155 Tomasz Stańko: Witkacy Peyotl
- PSJ-156 Blues Fellows Dixieland Group (z udziałem Anny Panas – śpiew): Blues Fellows
- PSJ-157 After Blues: After Blues 1986
- PSJ-158 Wojciech Gogolewski: Pełny spokój
- PSJ-159 Jazz Band Ball Orchestra: We Love Jazz
- PSJ-160 Zgraja & Bednarek: Live in Hannover
- PSJ-161 Zbigniew Jaremko: Dedications
- PSJ-162 Pinski ZOO: Live In Warsaw
- PSJ-163 różni wykonawcy: Łemkowie II. Połoniny – pieśni Łemków i Bojków
- PSJ-164 różni wykonawcy: Bandura – Echa stepów Ukrainy
- PSJ-165 Pick Up Formation: Zakaz fotografowania
- PSJ-166 różni wykonawcy: Australian Aboriginal and Islander Music
- PSJ-167 Wilanów Quartet: Kurylewicz – Muzyka kameralna
- PSJ-168 Witold Szczurek: The Spark
- PSJ-169 Prowizorka Jazz Band: Makeshift Forever
- PSJ-170 Włodzimierz Gulgowski: Home
- PSJ-171 Walk Away: Penelopa
- PSJ-172 Kwartet Tomasza Szukalskiego: Tina blues
- PSJ-173 Wojciech Niedziela Trio: New Presentation
- PSJ-174 Blues Duo: Blues duo Sz-Sz
- PSJ-175 Kwartet Zbigniewa Lewandowskiego: Gain
- PSJ-176 Lewandowski – Torres: Partnership
- PSJ-177 String Connection: Live in Warsaw
- PSJ-178 Green Revolution Band: Muzyka z filmu „Na całość”
- PSJ-179 Lücoson Quartett: Johann Sebastian Bach – Die Kunst der Fuge BWV1080
- PSJ-180/81 Lücoson Quartett: Joseph Haydn – Die sieben letzten Worte Unseres Erlosers
- PSJ-182 Concerto Avenna: Muzyka polskiego baroku
- PSJ-183 Trio Chopinowskie: Haydn, Mozart
- PSJ-184 Orkiestra Kameralna Wojciecha Rajskiego: Mieczysław Karłowicz, Dymitr Szostakowicz
- PSJ-185 Elżbieta Stefańska-Łukowicz, Jan Oberbek: Stefańska i Oberbek
- PSJ-186 Free Cooperation: Our Master's Voice
- PSJ-187 Trio Wojtka Groborza: After Action
- PSJ-188 Free Cooperation: In the Higher School
- PSJ-189 Jazz Band Ball Orchestra: Choo-chooch boogie
- PSJ-190 (nieznana)
- PSJ-191 Jarosław Śmietana: From One to Four
- PSJ-192 Old Timers: Jubileum
- PSJ-194 Wojciech Gogolewski: Niedokończona bajka o siedmiu zbójach
- PSJ-195 Just Quartet: Just Quartet
- PSJ-196 Louis Armstrong: An Evening with Louis Armstrong at The Pasadena Clivic Auditorium vol. II
- PSJ-197 Jazz Band Ball Orchestra: 10th Flight to Sacramento
- PSJ-198 Kazimierz Jonkisz: XYZ (1985)
- PSJ-199 Zbigniew Namysłowski The Q: Cy to blues cy nie blues
- PSJ-201 Włodzimierz Pawlik: Quasi Total
- PSJ-202 Marek Klimczuk: Metropoly
- PSJ-203 Mighty Joe Young: Mighty Joe Young (The Legacy of Blues vol. 4)
- PSJ-204 Juke Boy Bonner: Juke Boy Bonner (The Legacy of Blues vol. 5)
- PSJ-205 Beale Street Band: Live
- PSJ-206 Set Off: Set Off
- PSJ-207 Ścierański-Surzyn Trio: Confusion
- PSJ-208 Vistula River Brass Band: Dardanella
- PSJ-209 Adam Kawończyk: Brass Time
- PSJ-210 Wały Jagiellońskie: 1978-1988
- PSJ-211 Dezerter: Kolaboracja II (1989)
- PSJ-212 Andrzej Ellmann: Image
- PSJ-213 różni wykonawcy: Co to jest dziabąg?
- PSJ-214 Sarah Vaughan: Sarah Vaughan
- PSJ-215 Yaacov Shapiro: The 18 Pearls of Yiddish Songs
- PSJ-216 Effi Netzer & Beit Rotschild Singers & Band: Hava Nagila
- PSJ-218 różni wykonawcy: Competition Live – 14th International Meeting of Jazz Vocalists
- PSJ-219 Lady Pank: O dwóch takich, co ukradli księżyc cz. 2 (1988)
- PSJ-220 Jan Bo: Królowa ciszy 1989
- PSJ-221 Big Joe Williams: Big Joe Williams (The Legacy of Blues vol. 6)
- PSJ-222 Memphis Slim: Memphis Slim (The Legacy of Blues vol. 7)
- PSJ-223 Prez Conference, Joe Williams: Prez & Joe
- PSJ-224 Adam Aston: Adam Aston śpiewa stare piosenki
- PSJ-225 Tadeusz Faliszewski: Piosenki z lat dwudziestych i trzydziestych
- PSJ-226 różni wykonawcy: Zatańczmy fokstrota
- PSJ-227 różni wykonawcy: Piękne panie śpiewają piękne stare piosenki
- PSJ-228 różni wykonawcy: Melodie i rytmy z parku zdrojowego
- PSJ-229 różni wykonawcy: Henryk Gold  – Kiedy dziki jazzband gra...
- PSJ-230 Zespół Ludowy ILGI: Pieśni łotewskie
- PSJ-231 różni wykonawcy: Pieśni Latgalii (Inflant Polskich)
- PSJ-232 Duke Ellington: The 1953 Pasadena Concert
- PSJ-233 Andrzej Jagodziński Trio
- PSJ-235 Luis di Mateo: Tango Contemporaneo
- PSJ-236 Thomas Beckmann, Johannes Cernota: Oh! That Cello – Music by Charlie Chaplin
- PSJ-237 Duke Ellington: The 1954 Los Angeles Concert
- PSJ-238 After Blues: After Blues and Friends (1989)
- PSJ-239 Memphis Slim: I'm So Alone (Blues Roots vol.10)
- PSJ-240 Sunnyland Slim: Sad and Lonesome Blues (Blues Roots vol. 9)
- PSJ-241 Champion Jack Dupree: I'm Growing Older Every Day (Blues Roots vol. 6)
- PSJ-242 Otis Spann: Good Morning Mr. Blues (Blues Roots vol. 7)
- PSJ-243 Lonnie Johnson: Swinging with Lonnie (Blues Roots vol. 8)
- PSJ-244 Big Joe Williams: Ramblin’ and Wonderin' Blues (Blues Roots vol. 5)
- PSJ-245 John Henry Barbee: I Ain't Gonna Pick No More Cotton (Blues Roots vol. 3)
- PSJ-246 różni wykonawcy: The Missisipi Blues (Blues Roots vol. 1)
- PSJ-247 Speckled Red: The Dirty Dozen (Blues Roots vol. 4)
- PSJ-248 różni wykonawcy: Blues All Around My Bed (Blues Roots vol. 2)
- PSJ-249 różni wykonawcy: Nepal – Sarangi i muzyka regionu zachodniego
- PSJ-250 różni wykonawcy: Nepal – muzyka newarska i regionu wschodniego
- PSJ-251 Jazz Band Ball Orchestra: Flying Home
- PSJ-252 Mulatu Aststke: Plays Ethio Jazz
- PSJ-253 Deborah Brown: Double Trouble
- PSJ-255 Andrzej Kurylewicz: Muzyka kameralna II
- PSJ-257 Włodzimierz Kiniorski: Nangelle
- PSJ-258 Lionel Hampton and The Just Jazz All Stars
- PSJ-260 różni wykonawcy: Chassidic and Shabath Songs
- PSJ-261 Zaviot: Unexpected
- PSJ-262 Swing Orchestra Cracow: Poland
- PSJ-263 Costa Manta: Musica de Los Andes
- PSJ-264 Vismaya: Vismaya
- PSJ-270 Nancy Harrow: Street of Dreams
- PSJ-271 Krzysztof Ścierański International Group: The King Is in Town
- PSJ-272 Wojciech Gogolewski: Sześć krótkich filmów
- PSJ-273 Johannes Cernota: Erik Satie – Muzyka fortepianowa
- PSJ-274 mieszkańcy wsi Dębno: Kolędy góralskie
- PSJ-275 Jan Kobuszewski: Geografia na wesoło
- PSJ-276 Voo Voo: Muzyka do filmu Seszele (1989)

PSJ-X
- PSJ-X-001 Miles Davis: Miles Davis at Jazz Jamboree 1983
- X-PSJ-002 Ray Charles: Ray Charles at Jazz Jamboree 1984
- PSJ-X-003 Miles Davis: Miles Davis at Jazz Jamboree 1988

- EXP LP-2001 The Exploited: On Stage (1985)

- KPSJ-001/002 Maciej Zembaty: Cohen (1983)
- KPSJ-003 The Exploited: On Stage (1984)
- KPSJ-004 Janek „Kyks” Skrzek: Górnik blues (1984)
- KPSJ-005 Dżem: Absolutely Live (1986)
- KPSJ-006 Flophouse String Band: In the Jailhouse, Now (1984)
- KPSJ-007 Wojciech Skowroński: Fortepian i ja (1985)
- KPSJ-008 Lady Pank: O dwóch takich, co ukradli księżyc (1986)
- KPSJ-009/010 Piwnica pod Baranami 1963-1968
- KPSJ-011 Nocna Zmiana Bluesa: Nocny koncert (1986)
- KPSJ-012 Recydywa Blues Band: Recidive in Concert (1986)
- KPSJ-013 różni wykonawcy: Old Rock Meeting A.D. 1986 (1986)
- KPSJ-014 Spirituals And Gospels Singers: Spirituals & Gospels Singers (1985)
- KPSJ-015 Irena Santor: Irena Santor w piosenkach Ryszarda Szeremety (1985)
- KPSJ-016 Dwa Plus Jeden: Greatest Hits – Live (1986)
- KPSJ-017 John Porter: One Love (1987)
- KPSJ-018 Frida: Something’s Going On
- KPSJ-019 Kat: 38 Minutes of Life (1987)
- KPSJ-020 In Tune: Christmas (1987)
- KPSJ-021 Anna Jurksztowicz: Gdy śliczna Panna (1987)
- KPSJ-022 różni wykonawcy: Flashback (1988)
- KPSJ-023 różni wykonawcy: Metalmania '88 (1988)
- KPSJ-024 Space-Sound-Orchestra: Switched On Amadeus Mozart (1988)
- KPSJ-025 Mama: Heavy Rock and Roll (1987)
- KPSJ-026 różni wykonawcy: Festiwal życia – rock życia (1988)
- KPSJ-027 Lutz Elias And His Group: Shalom (1989)
- KPSJ-028 In Tune: Gwiazdozbiór (1988)
- KPSJ-029 Dżem: The Band Plays On... (1989)
- KPSJ-030 Zespół Wokalny Tęcza: Zespół Wokalny Tęcza (1990)

### Single analogowe
- S-PSJ 02 Mech: Kaskader / Tir
- S-PSJ 03 Elżbieta Mielczarek: Poczekalnia PKP / Trouble In Mind
- S-PSJ 04 In Tune: „We Wish You a Merry Christmas”, „Silent Night”, „Up On the House-top"/"Adoremo a Dios”, „O Christmas Tree”

### Płyty CD
- CD-PSJ-1 Jazz Band Ball Orchestra: Take the „A” Train
- CD-PSJ-5 Ryszard Szeremeta: Don Roberto and Doña Mercedes
- CD-PSJ-6 Ryszard Szeremeta: Constellation
- CD-PSJ-7 Andrzej Kurylewicz: Muzyka kameralna
- CD-PSJ-8 After Blues and Friends